# Середньонорвезька мова
Середньонорвезька мова (норв. mellomnorsk; нюн. mellomnorsk, millomnorsk) — історичний різновид норвезької мови, яким говорили норвежці в період приблизно з 1350 до 1550 років. Була останньою фазою розвитку норвезької, як державної, перед тим, як її замінила данська мова.

## Історія
Чума, яка спустошувала Європу в середні віки дісталась до Норвегії 1349 року, померло більше 60 % населення., що могло прискорити розвиток мови. Але ще до чуми Норвегія була в союзі з Данією та Швецією, але як найслабша його частина, що підкреслилось Кальмарською унією. Тому посилювались впливи сусідніх мов - шведської, а потім і данської. Спочатку процес відбувався серед ченців, які складали більшу частину грамотного населення, а потім і серед решти громадян. 
Мова зазнає ряду змін: граматика була спрощена, в тому числі відбулась втрата відмінків та дієвідмін. Крім того, в деяких діалектах з'явилась редукція голосних, більшість таких звуків в закінченнях вимовлялись як «е».
Також у  мові відбуваються зміни, коли частина лексики замінюється німецькими відповідниками, через торгові та інші зв'язки з німецькими державами. Ці зміни відбувалися паралельно у данській, шведській та норвезькій мовах. Через це і відбувається віддалення з подальшим відокремленням фарерської та ісландської мов, які з 16 століття розглядаються як окремі. 
Фонематична структура також зазнала змін. Дентальний фрикативний звук þ і глухий ð зникли з норвезької мови, перетворившись на проривні t і d, відповідно.

## Данський вплив на письмову мову
Протягом 15 століття середньнорвезька поступово перестала використовуватись на письмі. Реформація 1536 року замінила данською латинську мову в церкві, що ще більше посилило вплив першої. В кінці 16 століття король Данії Крістіан IV (1577-1648) вирішив переглянути і перекласти на данську Земський закон Магнуса VI «Закон країни» 13 століття, який був написаний давньоскандинавською мовою. У 1604 році було введено переглянуту редакцію закону. Переклад цього закону означав остаточний перехід до данської мови, як офіційної мови Норвегії.